# Zwicken
Zwicken är ett holländskt kortspel som spelas med en avkortad kortlek, bestående av ess, kung, dam, knekt och tia i varje färg.
Inför varje giv lägger spelarna en insats i en pott. Tre kort delas ut till varje spelare, och nästa kort vänds upp och bestämmer trumffärgen. Genom budgivning utses en spelförare. För att vinna potten måste spelföraren spela hem stick som innehåller minst hälften av de poäng som är i spel, räknat på de olika kortens poängvärden. Lyckas inte detta, ska spelföraren betala lika mycket till potten som den innehåller. En spelare som kan visa upp en zwik på hand, det vill säga tre kort av samma valör, vinner potten direkt.   